# Alessio Di Savino
Alessio Di Savino (* 22. Mai 1984 in Rom) ist ein ehemaliger italienischer Boxer und Teilnehmer der Olympischen Sommerspiele 2008 im Federgewicht.

## Karriere
Alessio Di Savino wurde 2005, 2006, 2007, 2008 und 2009 Italienischer Meister im Federgewicht, sowie 2011 und 2013 Italienischer Meister im Bantamgewicht.
Beim europäischen Olympia-Qualifikationsturnier 2008 in Pescara besiegte er Koba Pchakadse, schied jedoch anschließend gegen Khedafi Djelkhir aus. Beim zweiten Qualifikationsturnier in Athen erreichte er dann mit Siegen gegen Azat Hovhannisyan, János Mihály, Stephen Smith und Nikoloz Izoria den ersten Platz und qualifizierte sich damit für die Olympischen Spiele 2008 in Peking. Dort unterlag er in der Vorrunde gegen Raynell Williams.
Bei Militär-Weltmeisterschaften der CISM gewann er 2008 in Baku und 2014 in Almaty jeweils Bronze sowie 2010 in Camp Lejeune Silber.
Weiters war er Bronze-Medaillengewinner der Mittelmeerspiele 2009 in Pescara, jeweils Achtelfinalist der Europameisterschaften 2008 in Liverpool und der Weltmeisterschaften 2009 in Mailand, sowie Viertelfinalist der Europameisterschaften 2010 in Moskau und der Europameisterschaften 2013 in Minsk.